# Полентінос
Полентінос (ісп. Polentinos) — муніципалітет в Іспанії, у складі автономної спільноти Кастилія-і-Леон, у провінції Паленсія. Населення — 69 осіб (2010).
Муніципалітет розташований на відстані близько 290 км на північ від Мадрида, 100 км на північ від Паленсії.

## Демографія
Динаміка населення (INE ):